# Sören Hagdahl
Karl Sören Hagdahl, född 23 juli 1949 i Uppsala, död 19 februari 1996 i Malmö, var en svensk skådespelare.

## Biografi
Hagdahl fick sin teaterutbildning på Skara Skolscen 1969–1970. Han kom till Dalateatern när den 1973 bildades av Christer Flodin och Henning Mankell. Han var kvar på Dalateatern tills han 1977 flyttade till Stockholm för att spela huvudrollen som busschauffören Bengt "Rimbo" Nilsson i Kjell Sundvalls film Bussen, som också var Sundvalls debut som regissör.
Under 1977 spelade Hagdahl även på Teater Narren i pjäsen Långt högre än pärlor ... och senare i ett samarbete mellan Narren och Motvind var han med och sjöng bland annat titellåten i Rockoperan Falskspel. Den turnerade runt i Sverige under sex månader och sen avslutade turnén i Köpenhamn. 1978 lämnade Hagdahl Stockholm för Köpenhamn, för att ägna sig åt musiken, men engagerades då istället av Malmö Stadsteater som skådespelare för tre uppsättningar, Det är väl mitt liv?, Lazarillo och Sagan om havet. Han var kvar där fram till 1981. Han var med i föreställningen Två herrars tjänare på Östgötateatern 1982 och spelade samma år trumslagare i kortfilmen Strul. Han gjorde radioteater med pjäsen Spring för livet 1983.
Hagdahl flyttade till Göteborg 1983 och Atelierteatern där men medverkade även i Peter Wahlqvists och Nationalteaterns projekt En teater och uppsättningen Skotten i Helsingfors. Han återvände sen 1987 till Stockholm och Schinkels malmgård på Fjällgatan och spelade bland annat med Friteatern i Ingegerd Monthans klassrumsföreställning Brev på villovägar och i Henning Mankells Tokfursten. 1988 spelade han journalist i filmen Nya tider. 1989 medverkade han i teaterföreställningen Främlingens ballad på Södra Teatern.
Efter att 1991 ha flyttat till Österlen var Hagdahl verksam inom barnteatern där med flera olika uppsättningar som Berättarskatten, Lennart Hellsings Djurbok, Bock i Örtagård och Barbro Lindgrens Sagan om den lilla farbrorn.
Hagdahl var även fackligt engagerad. Han var till sin död gift med scenografen Stefan Astvik. Sören Hagdahl är gravsatt i minneslunden på Gamla kyrkogården i Malmö.

## Teater

### Roller (ej komplett)
| År   | Roll | Produktion                                                  | Regi             | Teater              |
| ---- | ---- | ----------------------------------------------------------- | ---------------- | ------------------- |
| 1979 |      | Det är väl mitt liv? (Whose Life Is It Anyway?) Brian Clark | Torsten Sjöholm  | Malmö stadsteater   |
| 1981 |      | Sagan om havet Gösta Kjellin                                | Ronnie Hallgren  | Malmö stadsteater   |
| 1983 |      | Lysistrate (Λυσιστράτη, Lysistrátē) Aristofanes             | Judith Hollander | Fredstältet, Gärdet |

## Filmografi
- 1977 – Bussen
- 1982 – Strul
- 1988 – Nya tider

### Fotnoter
1. ↑  ”Sören Hagdahl”. Svensk Filmdatabas. http://sfi.se/sv/svensk-filmdatabas/Item/?type=PERSON&itemid=288919. Läst 9 juli 2012.
2. ↑  ”Nidolfs, Dalateatern 1973”. Arkiverad från originalet den 27 november 2013. https://web.archive.org/web/20131127054738/http://nidolfs.se/page1/page1.html. Läst 4 maj 2014.
3. ↑  ”HMV och Tonkrafterna”. Arkiverad från originalet den 4 maj 2014. https://web.archive.org/web/20140504121724/http://www.webbuilder.se/hmvtonkraft/default.asp?id=2607&intOrder=10&fk_info=5187&pkch=660&pkgch=600&ltype=grand. Läst 4 maj 2014.
4. ↑  ”Malmö Stadsteater, Ensemble”. Arkiverad från originalet den 4 maj 2014. https://web.archive.org/web/20140504140134/http://www.malmostadsteater.se/om_malmo_stadsteater/vilka_ar_vi/ensemble/1345/. Läst 4 maj 2014.
5. ↑  ”Östgötateatern, Repertoar 1982-83”. http://ostgotateatern.wordpress.com/2011/04/05/repertoar-1982-83/. Läst 4 maj 2014.
6. ↑  ”SMDB, Radioteatern: Spring för livet”. http://smdb.kb.se/catalog/id/003288111/10. Läst 4 maj 2014.
7. ↑  ”SMDB, Främlingens ballad”. http://smdb.kb.se/catalog/id/002113904. Läst 4 maj 2014.
8. ↑  DN Familj 1996-03-06 Stark scengestalt och sällsam berättare. Läst 2018-03-26
9. ↑  Bengt Jahnsson (24 maj 1983). ”Mustig Lysistrate”. Dagens Nyheter:  s. 20. https://arkivet.dn.se/tidning/1983-05-24/137/20. Läst 6 januari 2024.